# Kraimorie (Burgas)

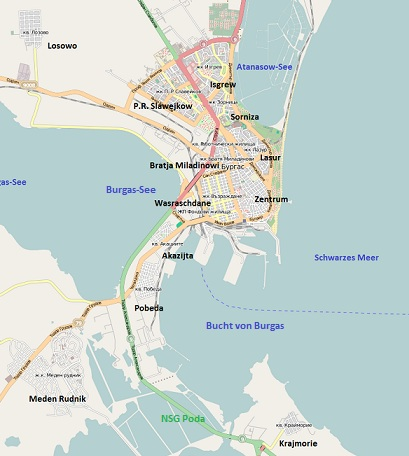
Lage von Kraimorie (unter rechts) im Stadtbereich von Burgas

Kraimorie (auch Krajmorie geschrieben, bulgarisch Крайморие) ist ein vom Stadtkern rund 10 km entferntes Stadtviertel der bulgarischen Schwarzmeerstadt Burgas mit etwa 3.000 Einwohnern. Das Viertel liegt nah der Fernstraße Burgas-Zarewo in der Bucht Tschengene Skele im Golf von Burgas des Schwarzen Meeres. Dank seiner Lage in der Bucht, verfügt Sarafowo über eine höhere Durchschnittstemperatur, so dass die aktive Touristensaison in dieser Region bis Ende Oktober anhalten kann. 
2009 wurde bei Ausgrabungen auf der heutigen Halbinsel „Faros“, bei Kraimorie die mittelalterliche Festung Poros, die über einen eigenen Hafen verfügte, geortet. Die Festung sicherte eine kleinere Bucht, die heute durch eine Landzunge von Schwarzen Meer getrennt ist und in der Spätantike und im Mittelalter einen sicheren Vorhafen zu Develtum und Skafidia darstellte. Neben der Festung gab es auch ein Kloster. Einige Historiker vermuten, dass es sich um das von der byzantinische Kaiserfamilie im 13. Jahrhundert gestiftete und wieder errichtete Kloster des Heiligen Georg (bulg. Свети Георги) handeln kann. Beide Fundorte werden derzeit restauriert.
Das heutige Kraimorie wurde 1913 von bulgarischen Flüchtlingen aus den Balkankriegen 1912/13 aus Ost- und Westthrakien (thrakische Bulgaren) und Makedonien (makedonische Bulgaren) als Flüchtlingslager gegründet. Die ließen sich in den Ländereien eines ehemaligen osmanischen Çiftlik (zu dt. etwa "Bauernhof") von Kafka Pasa. Die Siedlung trug zunächst den Namen Kafka. 1921–1922 kamen weitere Flüchtlinge auch Westthrakien hinzu. In dieser Zeit stellte Burgas die größte bulgarische Flüchtlingsstadt dar. 1929 wurde aus dem Flüchtlingslager das Dorf Nadeschda (zu dt. Hoffnung), das 1949 in Kraimorie umbenannt wurde. Ab 12. November 1987 wurde der Ort in die Gemeinde Burgas eingegliedert und erhielt den Status eines Stadtteils.
Seit den 1980er Jahren ist Kraimorie touristisch erschlossen. Vor allem Familien mit Kindern schätzen den goldfarbenem Sand am Strand, der flach im Meeresgrund verläuft.
Heute wird das Stadtbild von zwei- und dreistöckige Häuser und Villen und kleine Familienhotels geprägt. Die Naturschutzgebiete Usungeren und Poda sowie Teil der Burgasser Seen befinden sich in unmittelbarer Nähe. Südlich des Strandes befindet sich, der Campingplatz Kraimorie, der durch sein jährliches Bikertreffen bekannt ist. Von Kraimorie aus gibt es regelmäßige Schiffsverbindungen zur Insel Sweta Anastasia und Busverbindungen in Halbstundentakt zum Stadtzentrum.
Etwa 5 km südlich von Kraimorie befinden sich das Naturschutzgebiet Tschengene Skele, der Park Rosenez und der kleinere Fischerhafen und die Fischersiedlung der Stadt Burgas.
2011 wurde die einschiffige Kuppelkirche „Pimen Sograwski“ eingeweiht.